# Galeri
Gai Galeri Valeri Maximià o Maximià II (en llatí: Gaius Galerius Valerius Maximianus) fou emperador romà del 305 al 311 i nomenat cèsar el 293. Va guanyar reputació a la campanya contra l'Imperi Sassànida i va ser hostil als cristians. Quan va haver de proclamar successor (cèsar) es va saltar el que estava acordat amb els anteriors emperadors i l'Imperi va passar de ser una tetrarquia a haver-ne sis governants, un d'ells el seu gendre Maxenci.

## Orígens
Va néixer a Sàrdica a Dàcia, fill d'un pastor traci i d'una dona dàcia de nom Ròmula, ofici que va seguir de jove i per això de vegades l'anomenaven Armentarius (del llatí: armentum, 'ramat'). Va ingressar a l'exèrcit i va passar per tots els graus inferiors, on es va llaurar una bona reputació.

## Nomenament de cèsar
L'emperador Dioclecià considerava que l'Imperi Romà era massa gran per ser governat per un sol home, en conseqüència, l'1 d'abril del 286, va nomenar august a Maximià al qui va confiar els territoris d'occident, mentre ell es quedava el govern de la meitat oriental. Anys més tard van decidir que cadascun d'ells nomenaria successor a un home de confiança i que hauria de demostrar la seva vàlua militarment, col·laborant en la defensa i el govern. Maximià va escollir a Constanci Clor i Dioclecià a Galeri.
El 293 Dioclecià va casar Galeri amb la seva filla Valèria (més tard coneguda per Galèria Valèria) i va rebre el títol de cèsar. Atès que Dioclecià tenia el govern de la meitat oriental de l'imperi, a Galeri li va encomanar en un començament l'administració d'Il·líria i Tràcia.

## Campanya d'Egipte
La primavera del 293 va acompanyar Dioclecià fins a Bizanci i després va marxar cap a Egipte on va estar ocupat durant gairebé dos anys per una sublevació militar que havia tingut lloc a la Tebaida.

## Guerra amb Pèrsia

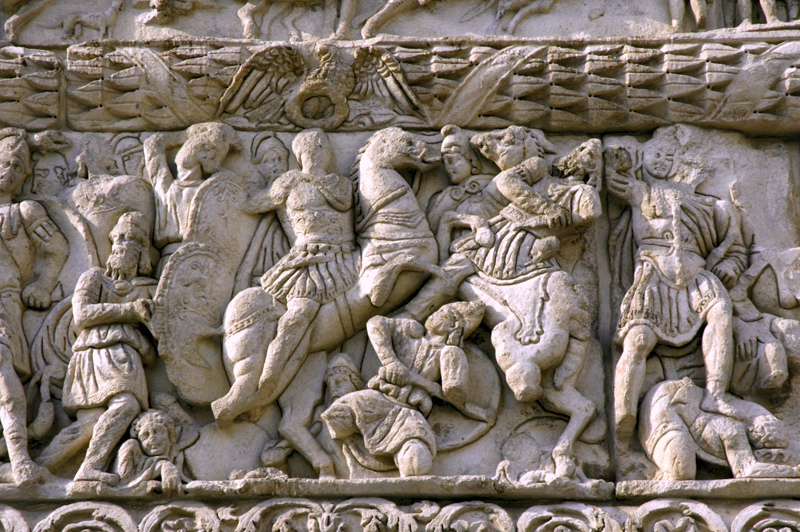
Detall de l'Arc de Galeri, erigit a Tessalònica per commemorar el triomf amb els perses.

El 296 fou enviat a la frontera persa i va dirigir l'expedició contra l'Imperi Sassànida, ja que els perses tenien ara un nou emperador, Narses, que havia presentat una actitud hostil vers l'Imperi Romà. Galiè va presentar batalla a Callinicum i fou derrotat. A causa d'aquest fracàs es va perdre la província romana de Mesopotàmia i fou durament amonestat pel seu sogre. Quan la notícia d'aquesta derrota va arribar a Egipte, un general anomenat Luci Domici Domicià es va sentir encoratjat per declarar-se independent.
Mentre Domicià marxava a Egipte per deposar l'usurpador, Galeri va compensar el fracàs amb els grans èxits de la seva segona campanya el 297, avançant per Armènia i derrotant els perses. El botí va incloure l'harem del rei. Va avançar fins a Ctesifont que va ocupar (298) i el rei persa va demanar la pau. Les negociacions de pau no van començar brillantment. Narses va enviar un ambaixador per demanar l'alliberament de la seva dona (potser abans que Galeri envaís Mesopotàmia), però Galeri va dir a l'enviat que no volia negociar i li va recordar el tractament que en el passat havien donat a un emperador romà, Valerià I del qual es deia que va ser escorxat. Més endavant els romans van enviar un ambaixador per imposar els seus termes: pel tractat de Nisibis els regnes d'Armènia i Ibèria del Caucas van quedar sota influència romana i altres territoris es van recuperar o adquirir.
Acabada la campanya persa, Dioclecià li va encomanar la defensa dels diferents llocs fronterers (limes) al llarg del Danubi; Galeri va establir la seva base d'actuació a Tessalònica.

## Persecució de cristians
El 299 un sacerdot li va anar amb la queixa que quan feia els sacrificis deguts als déus de la religió tradicional romana, no hi anava gent a presenciar-los i això era una manca de respecte i una ofensa als déus. Indignat, Galeri va obligar tots els oficials del seu exèrcit a realitzar sacrificis públics als déus.
Dioclecià, tot i que era pagà, s'havia mostrat tolerant amb els cristians fins al moment, però va gosar contradir Galeri (pel prestigi adquirit en la campanya persa) quan li va demanar que promulgués un edicte contra els cristians, cosa que va fer el 23 de febrer del 303. Amb aquest edicte es prohibia als cristians emprendre activitats judicials i fins i tot reunir-se. Després d'una revolta a Melitene (Síria), va fer publicar un segon edicte que ordenava arrestar els sacerdots cristians. Va fer encara un tercer edicte amb l'objectiu era buidar les presons que es trobaven superpoblades per bisbes, sacerdots, diaques i exorcistes; la condició per a l'alliberament, era que fessin un sacrifici als déus, i si bé alguns van preferir la mort a trair les pròpies creences, al final les presons van quedar buides. En un darrer edicte, a començaments del 304, va imposar a tots els ciutadans de l'Imperi fer sacrificis als déus, una ordre que va afectar l'altra part de l'Imperi governada per Maximià i Constanci.
Dos incendis van afectar la ciutat de Nicomèdia a pocs dies de promulgar l'edicte. Galeri va aprofitar per acusar els cristians d'atemptar contra els emperadors. Molts funcionaris imperials d'alt rang van ser processats, torturats i morts, altres van ser acusats de pertànyer al clergat cristià i empresonats, entre aquests estava un que es deia Donat (al qual Lactanci va dedicar el 311 la seva obra De mortibus persecutorum).

## Nomenament d'august

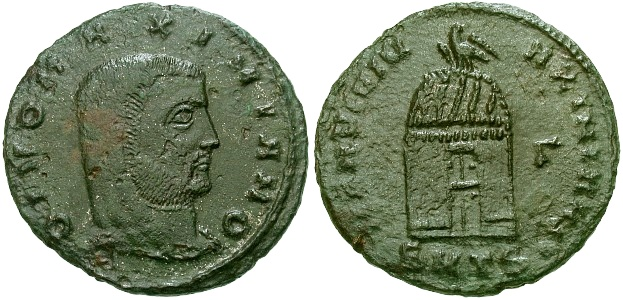
moneda amb l'efígie de Galeri

A l'abdicació de Dioclecià i Maximià el 305, Constanci Clor i Galeri van passar a ser augusts.
Calia que tot seguit Constanci Clor i Galeri nomenessin uns successors amb el títol de cèsar. Segons havien acordat, els candidats més idonis eren: Constantí (fill de Constanci Clor) per a la meitat occidental i Maxenci (fill de Maximià) per la meitat oriental.
L'1 de març del 305, davant l'estupor de les tropes, Dioclecià va nomenar dos cèsars diferents: Maximí Daia i Sever, sembla que el canvi de plans va venir de Galeri. El primer era nebot de Galeri i el segon el seu fidel col·laborador.

## La manca d'unitat
Quan Constanci va morir l'any següent, les tropes van proclamar august al seu fill Constantí. Galeri es va oposar a donar a Constantí més títol que el de cèsar, però se li va reconèixer la Gàl·lia i Britànnia. Tampoc a Itàlia van acceptar els nomenaments i el general Maxenci, marit de la seva filla, es va proclamar emperador. Galeri va enviar Sever a lluitar contra Maxenci i al setembre del 307 va morir Sever II. Galeri va emprendre una campanya de revenja a Itàlia en la qual es va perdre també la província d'Àfrica. Galeri, menys ambiciós, des de llavors es va dedicar als treballs públics que eren necessaris: neteja de boscos, drenatge de llacs, etc. També va haver de reconèixer com a august a Maximí Daia que havia estat proclamat per les legions de Síria i Egipte.
Després de l'eliminació de Sever i de la temptativa sense èxit d'invasió d'Itàlia del 307, els dos emperadors retirats, Dioclecià i Maximià es van trobar a Carnunt el 308 per provar de restablir el sistema tetràrquic i van nomenar Licini august, quedant Costantí com a cèsar per la part occidental; però Costantí i Maximí Daia no van acceptar la posició subordinada que els proposaven. Així hi havia sis emperadors: 
- a l'orient: Galeri (august), Licini (cèsar, en substitució de Sever) i Maximí Daia (cèsar/august),
- a l'occident: Maximià (august, que va retornar a les seves funcions), Maxenci (august i usurpador d'Itàlia i Àfrica) i Constantí (cèsar/august) (308).

Només es van posar d'acord en una cosa: el 30 d'abril del 311 es va promulgar a Sàrdica un edicte de tolerància amb els cristians, que van signar Galeri, Licini i Constantí, (Maximià ja havia mort) que va suposar la fi de les persecucions i el retorn dels béns confiscats a molts ciutadans.

## Mort de Galeri
El 311 Galeri va morir d'una infecció. Es va casar dues vegades, a la primera dona, de nom desconegut, que va haver de repudiar en ser nomenat cèsar, va tenir una filla que es va casar amb Maxenci; amb la segona dona, Galèria Valèria (filla de Dioclecià) no va tenir fills.